# Chanique Rabe
Pour les articles homonymes, voir Rabe.
Chanique Rabe, née le 17 mars 1997 à Windhoek en Namibie, est une mannequin et reine de beauté namibienne.
En 2021, elle remporte le titre de Miss Supranational.

## Parcours miss
- Miss Teen Namibia 2014[2]
- Miss Teen Continents 2015[1]
- Miss Supranational Namibia 2020[3]
- Miss Supranational 2021[4]